# Světový pohár v biatlonu 2022/2023

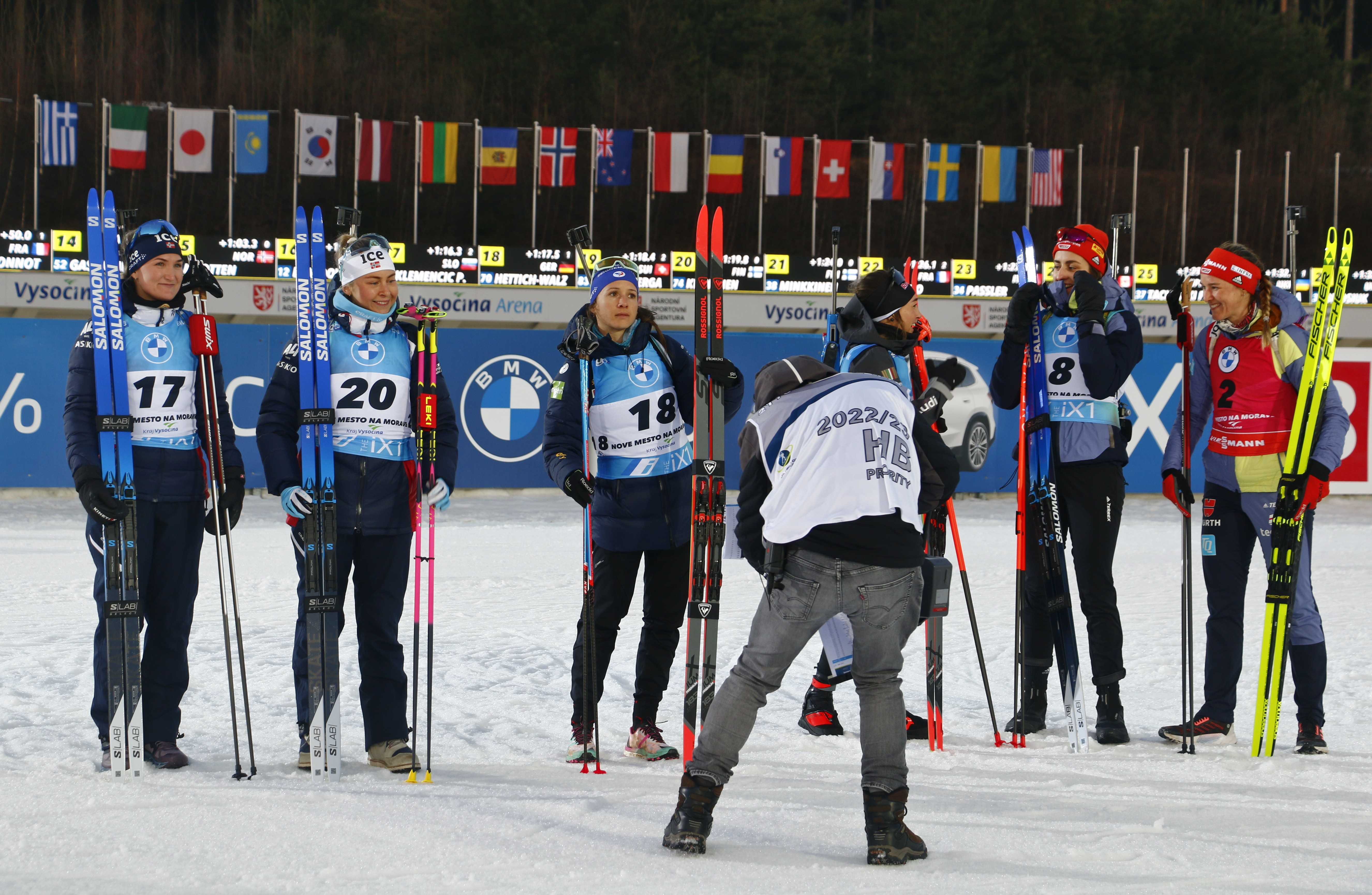
Květinový ceremoniál po sprintu žen v Novém Městě na Moravě

Světový pohár v biatlonu 2022/2023 byl 46. ročníkem Světového poháru pořádaným Mezinárodní biatlonovou unií (IBU). 
Probíhal od 29. listopadu 2022, kdy odstartoval ve finském Kontiolahti, do 19. března 2023, kdy skončil tradičně v norském Oslu na Holmenkollenu.
Hlavní událostí tohoto ročníku bylo mistrovství světa konané v německém Oberhofu v únoru 2023. Výsledky z něj se však u jednotlivců do pořadí Světového poháru nezapočítávalo.
Celkové vítězství z předchozí sezóny obhajovali Francouz Quentin Fillon Maillet a Norka Marte Olsbuová Røiselandová, přičemz ani jeden nedokázali vítězství obhájit.
Mezi muži se celkové vítězství zajistil ještě před předposlední zastávkou poháru v Östersundu Nor Johannes Thingnes Bø, který v celkovém hodnocení triumfoval již počtvrté v kariéře. Ženskou část poprvé v kariéře ovládla Francouzka Julia Simonová.
Nižší okruh biatlonových závodů představoval IBU Cup.

## Změny ve Světovém poháru
Na základě rozhodnutí výkonné rady IBU z června 2022 došlo ke změnám v hodnocení světového poháru. Došlo ke zvýšení počtu bodů udělovaných za jednotlivá umístění v závodech světového poháru, když byly především zvýšeny rozestupy na prvních příčkách – vítěz nové získává 90 místo dosavadních 60. Do celkového hodnocení světového poháru se u jednotlivých závodníků nově nezapočítávají výsledky z mistrovství světa (pro pořadí národů se tyto výsledky počítají). Od konečného pořadí na základě získaných bodů se nyní neodečítají dva nejhorší výsledky jako v několika předcházejících ročnících.
| Umístění               | 1. | 2. | 3. | 4. | 5. | 6. | 7. | 8. | 9. | 10. | … |
| Nově udělované body    | 90 | 75 | 60 | 50 | 45 | 40 | 36 | 34 | 32 | 31  | … |
| Původně udělované body | 60 | 54 | 48 | 43 | 40 | 38 | 36 | 34 | 32 | 31  | … |

V září 2022 bylo na kongresu Mezinárodní biatlonové unie potvrzení prodloužení vyloučení ruského a běloruského národního svazu, což mělo za následek, že sportovci těchto zemí nebudou moci nadále soutěži na jakýchkoliv událost konaných pod záštitou IBU. K vyloučení došlo pro po ruské invazi vůči Ukrajině v únoru 2022. Rusové a Bělorusové se předtím naposledy ve světovém poháru představili během lednových závodů v Anterselvě.

## Průběh sezóny

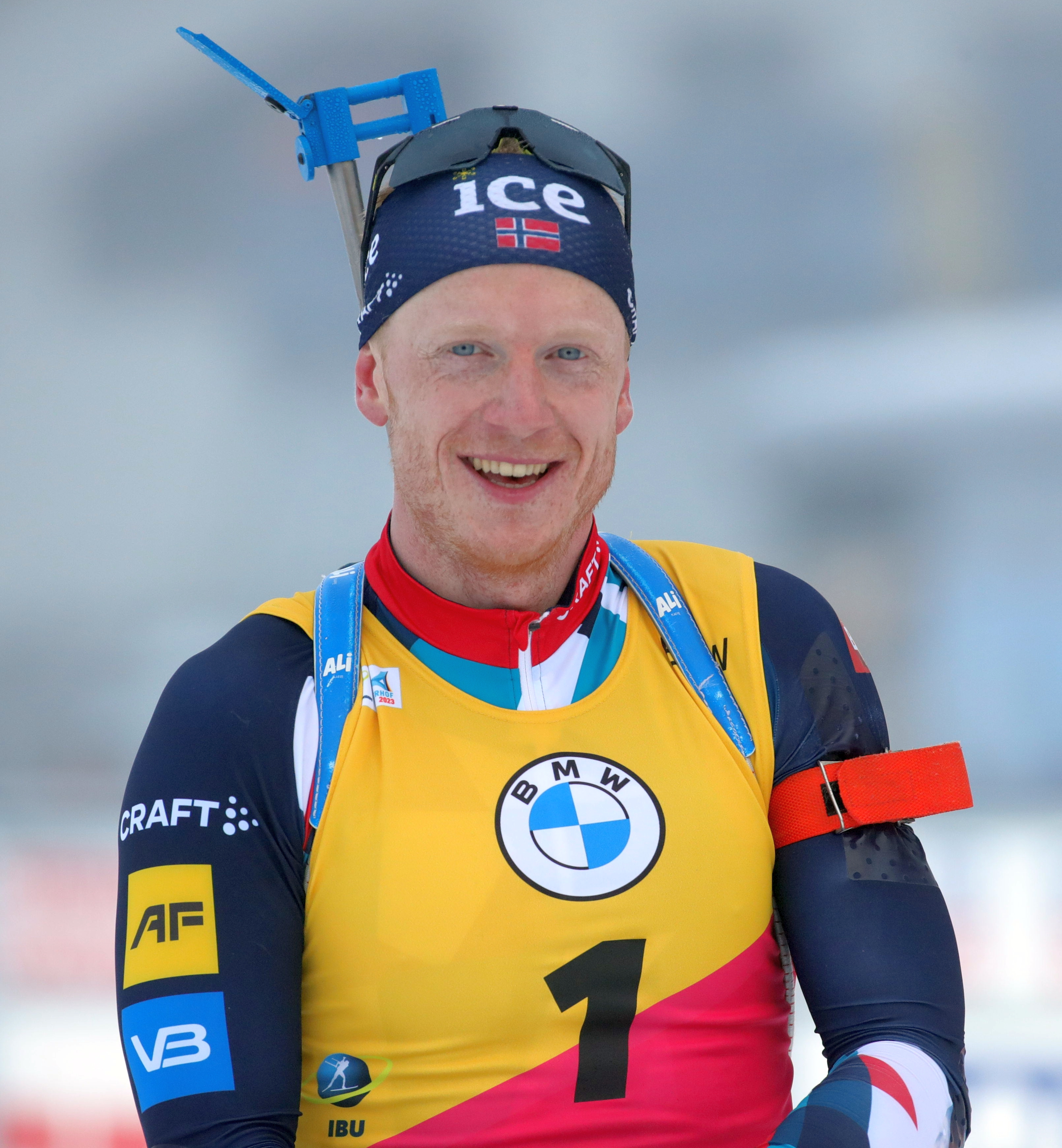
Johannes Thingnes Bø počtvrté ovládl celkové hodnocení Světového poháru

Mezi muži dominoval od začátku sezóny díky nejrychlejšímu běhu Nor Johannes Thingnes Bø. Pouze v prvním závodě sezóny – ve vytrvalostním závodě v Kontiolahti – se neumístil po čtyřech chybách na střelbě na stupních vítězů. V prvním trimestru zvítězil v šesti individuálních závodech v řadě a série triumfů Bøa pokračovala po vánoční přestávce, když od začátku ledna do začátku března zvítězil včetně závodů na mistrovství světa v jedenácti z dvanácti individuálních závodů, když pouze v závodu s hromadným startem na světovém šamiponátu obsadil až třetí místo. Celkem se dostal na stupně vítězů v devatenácti závodě v řadě, čímž překonal dosavadní nejdelší řadu 18 takových umístění Martina Fourcada, a jeho šňůra trvající od Kontiolahti do Nového Město na Moravě byla ukončena, až když kvůli pozitivnímu testu na covid-19 musel vynechat závody v Östersundu. Ve Švédsku nakonec nenastoupili tři Norové z první čtyřky hodnocení Světového poháru – kromě Johannese Bø ani Sturla Holm Laegreid a Tarjei Bø. Právě absence Laegreida znamenala jistotu vítězství Johannese Thingnese Bø v celkovém hodnocení Světového poháru ještě před předposlední zastávkou. Johannes Thingnes Bø v celkovém součastu v sezóně zvítězil včetně závodů na mistrovství světa v devatenácti individuálních závodech, čímž překonal svůj vlastní dosavadní rekord šestnácti výher v jednom ročníku ze sezóny 2018/2019.  

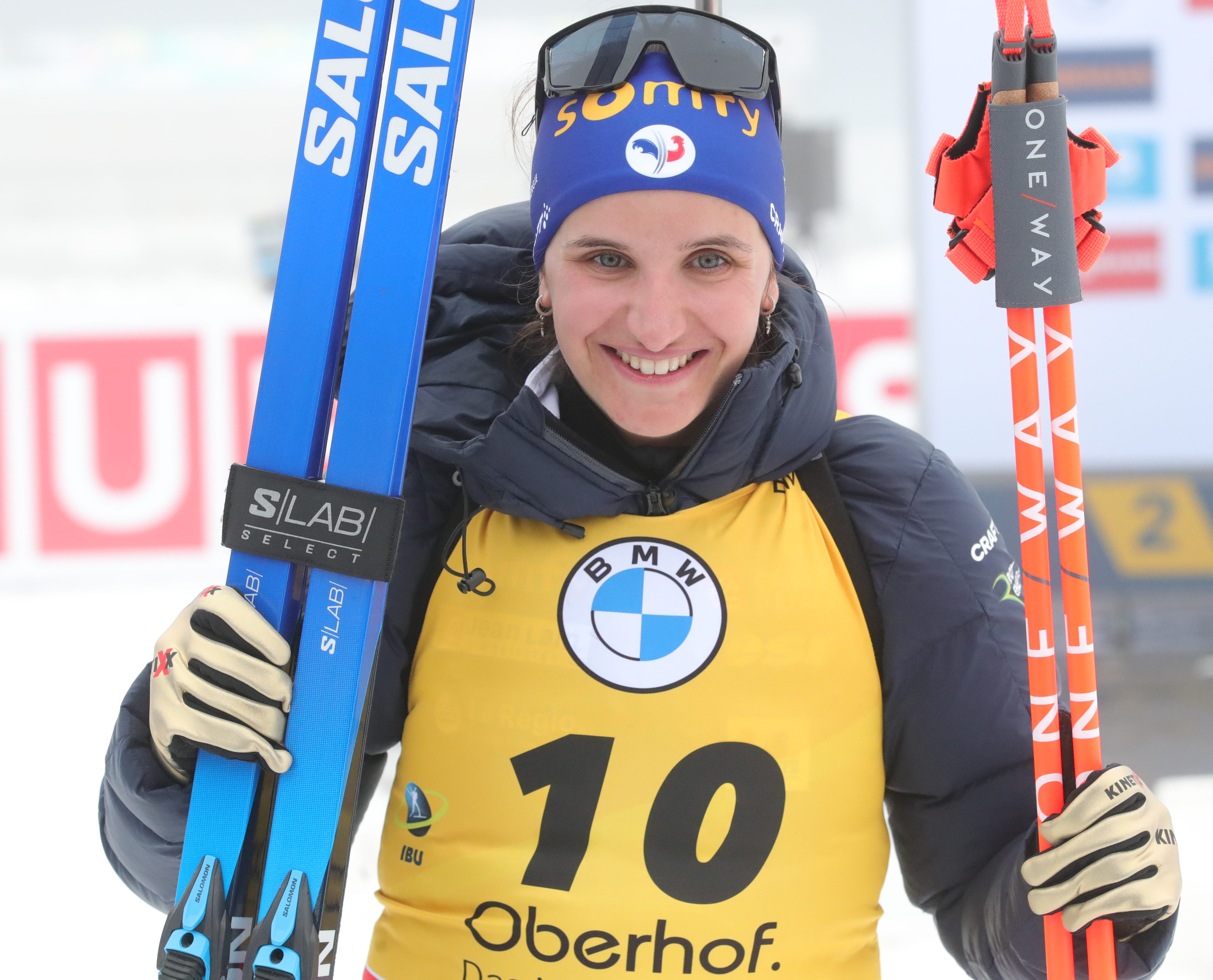
Vítězka ženské části Světového poháru Julia Simonová

Mezi ženami absentovaly poslední dvě vítězky celkového hodnocení světového poháru, Norky Tiril Eckhoffová a Marte Olsbuová Røiselandová, které nezasáhly do úvodních zastávek sezony. Eckohoffová na začátku listopadu oznámila, že z důvodu obtíží při rekonvalescenci z covidu-19, který prodělala na konci předcházejícího ročníku, nebyla schopna trénovat. Røiselandová pak týden před kontiolahtským podnikem oddálila svůj začátek ročníku, když uvedla, že její tělo není připraveno na závody, aby následně vyloučila účast v podnicích světového poháru minimálně do začátku ledna 2023. Návrat oznámila pro první lednovou zastávku. Při absenci těchto Norek se v první třetině sezóny střídaly vítězky jednotlivých závodů. Jako první dokázala více než jeden závod ovládnout Francouzka Julia Simonová, která po hochfilzenském sprintu poprvé v kariéře závodila ve žlutém dresu pro nejlepší závodnici průběžného hodnocení, následována Lisou Hauserovou z Rakouska. 
Již před konáním poslední pohárové zastávky v Oslu oznámily dvě olympijské vítězky a mistryně světa, Norka Marte Olsbuová Røiselandová a Němka Denise Herrmannová-Wicková, že po víkendových závodech ukončí kariéry. Ještě tentýž den se k nim přidal Francouzka Anaïs Chevalierová-Bouchetová a následně Norka Tiril Eckhoffová.
Z českých biatlonistů a biatlonistek dosáhla nejlepších výsledků Markéta Davidová, která získala stříbrnou a bronzovou medaili ze sprintu a stíhacího závodu v rakouském Hochfilzenu.

## Program
Program Světového poháru v biatlonu:
| Místo konání         | Datum konání                     | Sprint | Stíhací závod | Závod s hromadným startem | Vytrvalostní závod | Štafeta | Smíšená štafeta | Smíšený závod dvojic |
| -------------------- | -------------------------------- | ------ | ------------- | ------------------------- | ------------------ | ------- | --------------- | -------------------- |
| Kontiolahti          | 29. listopadu – 4. prosince 2022 | ●      | ●             |                           | ●                  | ●       |                 |                      |
| Hochfilzen           | 5.–11. prosince 2022             | ●      | ●             |                           |                    | ●       |                 |                      |
| Annecy               | 12.–18. prosince 2022            | ●      | ●             | ●                         |                    |         |                 |                      |
| Pokljuka             | 2.–8. ledna 2023                 | ●      | ●             |                           |                    |         | ●               | ●                    |
| Ruhpolding           | 9.–15. ledna 2023                |        |               | ●                         | ●                  | ●       |                 |                      |
| Anterselva           | 16.–22. ledna 2023               | ●      | ●             |                           |                    | ●       |                 |                      |
| Oberhof (MS)         | 6.–19. února 2023                | ●      | ●             | ●                         | ●                  | ●       | ●               | ●                    |
| Nové Město na Moravě | 27. února – 5. března 2023       | ●      | ●             |                           |                    |         | ●               | ●                    |
| Östersund            | 6.–12. března 2023               |        |               | ●                         | ●                  | ●       |                 |                      |
| Holmenkollen         | 13.–19. března 2023              | ●      | ●             | ●                         |                    |         |                 |                      |
| Celkově              | Celkově                          | 8      | 7/8           | 5                         | 4                  | 6       | 3               | 3                    |

## Počet nasazených závodníků podle země
Podle toho, jak se státy umístily v hodnocení národů v předchozím ročníku, se určil nejvyšší počet žen a mužů, který může země nasadit do sprintu a vytrvalostního závodu. Nad rámec této kvóty udělila Mezinárodní biatlonová unie osm divokých karet platné pouze první trimestr světového poháru. Ruské a běloruské týmy svá místa ztratila po vyloučení ze soutěží pořádných Mezinárodní biatlonovou unií. Naopak Ukrajině, která kvůli ruské invazi nemohla startovat v posledních zastávkách světového poháru a nemohla tak do národních žebříčků bodovat, bylo po rozhodnutí orgánů IBU povoleno ponechat si dosavadní závodnické kvóty.
Muži:
- 6 závodníků:  Norsko,  Francie,  Německo,  Švédsko,  Itálie ↑
- 5 závodníků:  Rakousko ↓,  Švýcarsko ↑,  Česko,  Finsko ↑,  Slovinsko*,  Ukrajina,
- 4 závodníci:  Kanada,  USA,  Litva,  Japonsko↑,  Estonsko ↑*,  Bulharsko*
- 3 závodníci:  Slovensko,  Rumunsko ↑,  Belgie ↓,  Polsko↓,  Kazachstán ↑*,  Lotyšsko*
- 2 závodníci:  Moldavsko ↑↑*,  Čína ↓*

Divoké karty udělené pro 1. trimestr –  Jižní Korea 2,  Chorvatsko 1,  Mongolsko 1,  Nový Zéland 1,  Srbsko 1,  Španělsko 1,  Spojené království 1
Ženy:
- 6 závodnic:  Norsko,  Švédsko,  Francie,  Německo,  Česko ↑
- 5 závodnic:  Itálie,  Rakousko,  Švýcarsko,  Finsko ↑*,  USA ↑*,  Ukrajina
- 4 závodnice:  Estonsko,  Polsko,  Slovensko ↑,  Kazachstán ↑,  Japonsko*,  Kanada*
- 3 závodnice:  Slovinsko,  Čína↓,  Bulharsko,  Rumunsko ↑↑↑,  Lotyšsko*,  Moldavsko ↑↑↑*
- 2 závodnice:  Jižní Korea ↓*,  Belgie*

Divoké karty udělené pro 1. trimestr –  Austrálie 2,  Litva 2,  Grónsko 1,  Chorvatsko 1,  Maďarsko 1,  Spojené království 1

Šipky ↑ značí, o kolik se počet závodníků dané země oproti předcházejícímu ročníku světového poháru zvýšil.
 Hvězdičky značí národy, které v důsledku vyloučení Ruska a Běloruska získaly startovní místa.

## Světový pohár a mistrovství světa – pódiové umístění

### Muži
| Č.  | datum              | místo        | disciplína         | délka   | vítěz                      | druhé místo                | třetí místo                | žlutý trikot (po závodě) |
| --- | ------------------ | ------------ | ------------------ | ------- | -------------------------- | -------------------------- | -------------------------- | ------------------------ |
| 1.  | 29. listopadu 2022 | Kontiolahti  | vytrvalostní závod | 20 km   | Martin Ponsiluoma          | Niklas Hartweg             | David Zobel                | Ponsiluoma               |
| 2.  | 3. prosince 2022   | Kontiolahti  | sprint             | 10 km   | Johannes Thingnes Bø       | Sturla Holm Laegreid       | Roman Rees                 | J.T. Bø                  |
| 3.  | 4. prosince 2022   | Kontiolahti  | stíhací závod      | 12,5 km | Johannes Thingnes Bø       | Sturla Holm Laegreid       | Émilien Jacquelin          | J.T. Bø                  |
| 4.  | 9. prosince 2022   | Hochfilzen   | sprint             | 10 km   | Johannes Thingnes Bø       | Émilien Jacquelin          | Sturla Holm Laegreid       | J.T. Bø                  |
| 5.  | 11. prosince 2022  | Hochfilzen   | stíhací závod      | 12,5 km | Johannes Thingnes Bø       | Sturla Holm Laegreid       | Émilien Jacquelin          | J.T. Bø                  |
| 6.  | 15. prosince 2022  | Annecy       | sprint             | 10 km   | Johannes Thingnes Bø       | Sturla Holm Laegreid       | Benedikt Doll              | J.T. Bø                  |
| 7.  | 17. prosince 2022  | Annecy       | stíhací závod      | 12,5 km | Sturla Holm Laegreid       | Vetle Sjåstad Christiansen | Johannes Thingnes Bø       | J.T. Bø                  |
| 8.  | 18. prosince 2022  | Annecy       | hromadný start     | 15 km   | Johannes Dale              | Sturla Holm Laegreid       | Johannes Thingnes Bø       | J.T. Bø                  |
| 9.  | 6. ledna 2023      | Pokljuka     | sprint             | 10 km   | Johannes Thingnes Bø       | Tarjei Bø                  | Sturla Holm Laegreid       | J.T. Bø                  |
| 10. | 7. ledna 2023      | Pokljuka     | stíhací závod      | 12,5 km | Johannes Thingnes Bø       | Quentin Fillon Maillet     | Tarjei Bø                  | J.T. Bø                  |
| 11. | 11. ledna 2023     | Ruhpolding   | vytrvalostní závod | 20 km   | Johannes Thingnes Bø       | Vetle Sjåstad Christiansen | Jakov Fak                  | J.T. Bø                  |
| 12. | 15. ledna 2023     | Ruhpolding   | hromadný start     | 15 km   | Johannes Thingnes Bø       | Vetle Sjåstad Christiansen | Sturla Holm Laegreid       | J.T. Bø                  |
| 13. | 20. ledna 2023     | Anterselva   | sprint             | 10 km   | Johannes Thingnes Bø       | Martin Ponsiluoma          | Sturla Holm Laegreid       | J.T. Bø                  |
| 14. | 21. ledna 2023     | Anterselva   | stíhací závod      | 12,5 km | Johannes Thingnes Bø       | Sturla Holm Laegreid       | Martin Ponsiluoma          | J.T. Bø                  |
| MS  | 10. února 2023     | Oberhof (MS) | sprint             | 10 km   | Johannes Thingnes Bø       | Tarjei Bø                  | Sturla Holm Laegreid       | —                        |
| MS  | 12. února 2023     | Oberhof (MS) | stíhací závod      | 12,5 km | Johannes Thingnes Bø       | Sturla Holm Laegreid       | Sebastian Samuelsson       | —                        |
| MS  | 15. února 2023     | Oberhof (MS) | vytrvalostní závod | 20 km   | Johannes Thingnes Bø       | Sturla Holm Laegreid       | Sebastian Samuelsson       | —                        |
| MS  | 19. února 2023     | Oberhof (MS) | hromadný start     | 15 km   | Sebastian Samuelsson       | Martin Ponsiluoma          | Johannes Thingnes Bø       | —                        |
| 15. | 2. března 2023     | Nové Město   | sprint             | 10 km   | Johannes Thingnes Bø       | Tarjei Bø                  | Vetle Sjåstad Christiansen | J.T. Bø                  |
| 16. | 4. března 2023     | Nové Město   | stíhací závod      | 12,5 km | Johannes Thingnes Bø       | Tarjei Bø                  | Martin Ponsiluoma          | J.T. Bø                  |
| 17. | 9. března 2023     | Östersund    | vytrvalostní závod | 20 km   | Benedikt Doll              | Tommaso Giacomel           | Vetle Sjåstad Christiansen | J.T. Bø                  |
| 18. | 12. března 2023    | Östersund    | hromadný start     | 15 km   | Vetle Sjåstad Christiansen | Johannes Dale              | Éric Perrot                | J.T. Bø                  |
| 19. | 16. března 2023    | Holmenkollen | sprint             | 10 km   | Johannes Thingnes Bø       | Martin Ponsiluoma          | Benedikt Doll              | J.T. Bø                  |
| 20. | 18. března 2023    | Holmenkollen | stíhací závod      | 12,5 km | Johannes Thingnes Bø       | Quentin Fillon Maillet     | Sturla Holm Laegreid       | J.T. Bø                  |
| 21. | 19. března 2023    | Holmenkollen | hromadný start     | 15 km   | Johannes Thingnes Bø       | Niklas Hartweg             | Vetle Sjåstad Christiansen | J.T. Bø                  |

### Ženy
| Č.  | datum              | místo        | disciplína         | délka   | vítězka                     | druhé místo                   | třetí místo                   | žlutý trikot (po závodě) |
| --- | ------------------ | ------------ | ------------------ | ------- | --------------------------- | ----------------------------- | ----------------------------- | ------------------------ |
| 1.  | 30. listopadu 2022 | Kontiolahti  | vytrvalostní závod | 15 km   | Hanna Öbergová              | Ingrid Landmark Tandrevoldová | Lisa Vittozziová              | H. Öbergová              |
| 2.  | 3. prosince 2022   | Kontiolahti  | sprint             | 7,5 km  | Lisa Theresa Hauserová      | Lisa Vittozziová              | Linn Perssonová               | Vittozziová              |
| 3.  | 4. prosince 2022   | Kontiolahti  | stíhací závod      | 10 km   | Julia Simonová              | Dorothea Wiererová            | Elvira Öbergová               | Vittozziová              |
| 4.  | 8. prosince 2022   | Hochfilzen   | sprint             | 7,5 km  | Denise Herrmannová-Wicková  | Markéta Davidová              | Julia Simonová                | Simonová                 |
| 5.  | 10. prosince 2022  | Hochfilzen   | stíhací závod      | 10 km   | Julia Simonová              | Ingrid Landmark Tandrevoldová | Markéta Davidová              | Simonová                 |
| 6.  | 16. prosince 2022  | Annecy       | sprint             | 7,5 km  | Anna Magnussonová           | Linn Perssonová               | Denise Herrmannová-Wicková    | Simonová                 |
| 7.  | 17. prosince 2022  | Annecy       | stíhací závod      | 10 km   | Elvira Öbergová             | Lisa Vittozziová              | Julia Simonová                | Simonová                 |
| 8.  | 18. prosince 2022  | Annecy       | hromadný start     | 12,5 km | Lisa Theresa Hauserová      | Julia Simonová                | Anaïs Chevalierová-Bouchetová | Simonová                 |
| 9.  | 5. ledna 2023      | Pokljuka     | sprint             | 7,5 km  | Elvira Öbergová             | Julia Simonová                | Dorothea Wiererová            | Simonová                 |
| 10. | 7. ledna 2023      | Pokljuka     | stíhací závod      | 10 km   | Elvira Öbergová             | Dorothea Wiererová            | Julia Simonová                | Simonová                 |
| 11. | 12. ledna 2023     | Ruhpolding   | vytrvalostní závod | 15 km   | Lisa Vittozziová            | Lou Jeanmonnotová             | Julia Simonová                | Simonová                 |
| 12. | 15. ledna 2023     | Ruhpolding   | hromadný start     | 12,5 km | Julia Simonová              | Lisa Vittozziová              | Anaïs Chevalierová-Bouchetová | Simonová                 |
| 13. | 19. ledna 2023     | Anterselva   | sprint             | 7,5 km  | Dorothea Wiererová          | Chloé Chevalierová            | Elvira Öbergová               | Simonová                 |
| 14. | 21. ledna 2023     | Anterselva   | stíhací závod      | 10 km   | Denise Herrmannová-Wicková  | Lisa Vittozziová              | Elvira Öbergová               | Simonová                 |
| MS  | 11. února 2023     | Oberhof (MS) | sprint             | 7,5 km  | Denise Herrmannová-Wicková  | Hanna Öbergová                | Linn Perssonová               | —                        |
| MS  | 12. února 2023     | Oberhof (MS) | stíhací závod      | 10 km   | Julia Simonová              | Denise Herrmannová-Wicková    | Marte Olsbuová Røiselandová   | —                        |
| MS  | 14. února 2023     | Oberhof (MS) | vytrvalostní závod | 15 km   | Hanna Öbergová              | Linn Perssonová               | Lisa Vittozziová              | —                        |
| MS  | 19. února 2023     | Oberhof (MS) | hromadný start     | 12,5 km | Hanna Öbergová              | Ingrid Landmark Tandrevoldová | Julia Simonová                | —                        |
| 15. | 3. března 2023     | Nové Město   | sprint             | 7,5 km  | Marte Olsbuová Røiselandová | Ingrid Landmark Tandrevoldová | Anaïs Chevalierová-Bouchetová | Simonová                 |
| 16. | 4. března 2023     | Nové Město   | stíhací závod      | 10 km   | Marte Olsbuová Røiselandová | Ingrid Landmark Tandrevoldová | Anaïs Chevalierová-Bouchetová | Simonová                 |
| 17. | 9. března 2023     | Östersund    | vytrvalostní závod | 15 km   | Dorothea Wiererová          | Lisa Vittozziová              | Denise Herrmannová-Wicková    | Simonová                 |
| 18. | 12. března 2023    | Östersund    | hromadný start     | 12,5 km | Dorothea Wiererová          | Lou Jeanmonnotová             | Julia Simonová                | Simonová                 |
| 19. | 18. března 2023    | Holmenkollen | sprint             | 7,5 km  | Denise Herrmannová-Wicková  | Hanna Öbergová                | Anna Magnussonová             | Simonová                 |
| 20. | 18. března 2023    | Holmenkollen | stíhací závod      | 10 km   | zrušeno                     | zrušeno                       | zrušeno                       | zrušeno                  |
| 21. | 19. března 2023    | Holmenkollen | hromadný start     | 12,5 km | Hanna Öbergová              | Marte Olsbuová Røiselandová   | Anaïs Chevalierová-Bouchetová | Simonová                 |

### Mužská štafeta (4×7,5km)
| Č. | Datum             | Místo        | Vítězové                                                                                        | Druhé místo                                                                          | Třetí místo                                                               | Vedoucí disciplíny (po závodě) |
| -- | ----------------- | ------------ | ----------------------------------------------------------------------------------------------- | ------------------------------------------------------------------------------------ | ------------------------------------------------------------------------- | ------------------------------ |
| 1. | 1. prosince 2022  | Kontiolahti  | NorskoVetle Sjåstad Christiansen Sturla Holm Laegreid Tarjei Bø Johannes Thingnes Bø            | NěmeckoJustus Strelow Johannes Kühn Benedikt Doll Roman Rees                         | FrancieÉric Perrot Fabien Claude Émilien Jacquelin Quentin Fillon Maillet | Norsko                         |
| 2. | 10. prosince 2022 | Hochfilzen   | NorskoSturla Holm Laegreid Filip Fjeld Andersen Johannes Thingnes Bø Vetle Sjåstad Christiansen | ŠvédskoJesper Nelin Martin Ponsiluoma Peppe Femling Sebastian Samuelsson             | NěmeckoJustus Strelow Johannes Kühn Roman Rees Benedikt Doll              | Norsko                         |
| 3. | 13. ledna 2023    | Ruhpolding   | NorskoSturla Holm Laegreid Tarjei Bø Vetle Sjåstad Christiansen Johannes Thingnes Bø            | NěmeckoDavid Zobel Johannes Kühn Benedikt Doll Roman Rees                            | FrancieÉric Perrot Quentin Fillon Maillet Antonin Guigonnat Fabien Claude | Norsko                         |
| 4. | 22. ledna 2023    | Anterselva   | NorskoSturla Holm Laegreid Tarjei Bø Johannes Thingnes Bø Vetle Sjåstad Christiansen            | FrancieAntonin Guigonnat Fabien Claude Émilien Jacquelin Quentin Fillon Maillet      | NěmeckoDavid Zobel Johannes Kühn Benedikt Doll Roman Rees                 | Norsko                         |
| MS | 18. února 2023    | Oberhof (MS) | FrancieAntonin Guigonnat Fabien Claude Émilien Jacquelin Quentin Fillon Maillet                 | NorskoVetle Sjåstad Christiansen Tarjei Bø Sturla Holm Laegreid Johannes Thingnes Bø | ŠvédskoPeppe Femling Martin Ponsiluoma Jesper Nelin Sebastian Samuelsson  | —                              |
| 5. | 11. března 2023   | Östersund    | NorskoEndre Strømsheim Vebjørn Sørum Johannes Dale Vetle Sjåstad Christiansen                   | FrancieOscar Lombardot Antonin Guigonnat Éric Perrot Fabien Claude                   | NěmeckoRoman Rees Johannes Kühn Philipp Nawrath Benedikt Doll             | Norsko                         |

### Ženská štafeta (4×6km)
| Č. | Datum             | Místo        | Vítězky | Druhé místo                                                                                  | Třetí místo                                                                                            | Vedoucí disciplíny (po závodě) |
| -- | ----------------- | ------------ | --- | -------------------------------------------------------------------------------------------- | --- | ------------------------------ |
| 1. | 1. prosince 2022  | Kontiolahti  | ŠvédskoLinn Perssonová Anna Magnussonová Hanna Öbergová Elvira Öbergová                                                | Německo Anna Weidelová Sophia Schneiderová Vanessa Voigtová Denise Herrmannová-Wicková       | NorskoKaroline Offigstad Knottenová Ida Lienová Ragnhild Femsteineviková Ingrid Landmark Tandrevoldová | Švédsko                        |
| 2. | 11. prosince 2022 | Hochfilzen   | FrancieLou Jeanmonnotová Anaïs Chevalierová-Bouchetová Chloé Chevalierová Julia Simonová                               | ŠvédskoLinn Perssonová Anna Magnussonová Hanna Öbergová Elvira Öbergová                      | ItálieRebecca Passlerová Dorothea Wiererová Samuela Comolová Lisa Vittozziová                          | Švédsko                        |
| 3. | 14. ledna 2023    | Ruhpolding   | NorskoKaroline Offigstad Knottenová Raghnild Femsteineviková Marte Olsbuová Røiselandová Ingrid Landmark Tandrevoldová | NěmeckoAnna Weidelová Vanessa Voigtová Sophia Schneiderová Denise Herrmannová-Wicková        | ItálieSamuela Comolová Lisa Vittozziová Rebecca Passlerová Dorothea Wiererová                          | Švédsko                        |
| 4. | 22. ledna 2023    | Anterselva   | FrancieLou Jeanmonnotová Anaïs Chevalierová-Bouchetová Chloé Chevalierová Julia Simonová                               | ŠvédskoLinn Perssonová Anna Magnussonová Hanna Öbergová Elvira Öbergová                      | NěmeckoVanessa Voigtová Sophia Schneiderová Janina Hettichová-Walzová Hanna Kebingerová                | Švédsko                        |
| MS | 18. února 2023    | Oberhof (MS) | ItálieSamuela Comolová Dorothea Wiererová Hannah Auchentallerová Lisa Vittozziová                                      | NěmeckoVanessa Voigtová Hanna Kebingerová Sophia Schneiderová Denise Herrmannová-Wicková     | ŠvédskoLinn Perssonová Anna Magnussonová Elvira Öbergová Hanna Öbergová                                | —                              |
| 5. | 11. března 2023   | Östersund    | NorskoJuni Arnekleivová Ida Lienová Ingrid Landmark Tandrevoldová Marte Olsbuová Røiselandová                          | FrancieLou Jeanmonnotová Chloé Chevalierová Caroline Colombová Anaïs Chevalierová-Bouchetová | NěmeckoJanina Hettichová-Walzová Hanna Kebingerová Vanessa Voigtová Denise Herrmannová-Wicková         | Francie                        |

### Smíšené závody
| Č. | Datum          | Místo        | Disciplína           | Vítězové | Druhé místo                                                                    | Třetí místo                                                                                      | Vedoucí disciplíny (po závodě) |
| -- | -------------- | ------------ | -------------------- | --- | ------------------------------------------------------------------------------ | ------------------------------------------------------------------------------------------------ | ------------------------------ |
| 1. | 8. ledna 2023  | Pokljuka     | smíšený závod dvojic | NorskoVetle Sjåstad Christiansen Ingrid Landmark Tandrevoldová                                                  | FrancieAntonin Guigonnat Lou Jeanmonnotová                                     | ŠvýcarskoNiklas Hartweg Amy Basergová                                                            | Norsko                         |
| 2. | 8. ledna 2023  | Pokljuka     | smíšená štafeta      | FrancieFabien Claude Quentin Fillon Maillet Anaïs Chevalierová-Bouchetová Julia Simonová                        | ItálieDidier Bionaz Tommaso Giacomel Dorothea Wiererová Lisa Vittozziová       | ŠvédskoJesper Nelin Martin Ponsiluoma Mona Brorssonová Elvira Öbergová                           | Francie                        |
| MS | 8. února 2023  | Oberhof (MS) | smíšená štafeta      | NorskoIngrid Landmark Tandrevoldová Marte Olsbuová Røiselandová Vetle Sjåstad Christiansen Johannes Thingnes Bø | ItálieLisa Vittozziová Dorothea Wiererová Didier Bionaz Tommaso Giacomel       | FrancieJulia Simonová Anaïs Chevalierová-Bouchetová Émilien Jacquelin Quentin Fillon Maillet     | —                              |
| MS | 16. února 2023 | Oberhof (MS) | smíšený závod dvojic | NorskoMarte Olsbuová Røiselandová Johannes Thingnes Bø                                                          | RakouskoLisa Theresa Hauserová David Komatz                                    | ItálieLisa Vittozziová Tommaso Giacomel                                                          | —                              |
| 3. | 5. března 2022 | Nové Město   | smíšená štafeta      | FrancieLou Jeanmonnotová Caroline Colombová Éric Perrot Fabien Claude                                           | ŠvédskoAnna Magnussonová Hanna Öbergová Martin Ponsiluoma Sebastian Samuelsson | NorskoKaroline Offigstad Knottenová Ingrid Landmark Tandrevoldová Johannes Dale Endre Strømsheim | Francie                        |
| 4. | 5. března 2022 | Nové Město   | smíšený závod dvojic | NorskoMarte Olsbuová Røiselandová Vetle Sjåstad Christiansen                                                    | ŠvýcarskoAmy Basergová Niklas Hartweg                                          | LotyšskoBaiba Bendiková Andrejs Rastorgujevs                                                     | Francie                        |

## Pořadí Světového poháru

### Pořadí jednotlivců
Konečné pořadí po 21 závodech

| Muži   | Muži                       | Muži |
| Pořadí | Jméno                      | Body |
| ------ | -------------------------- | ---- |
| 1.     | Johannes Thingnes Bø       | 1589 |
| 2.     | Sturla Holm Laegreid       | 1098 |
| 3.     | Vetle Sjåstad Christiansen | 935  |
| 4.     | Benedikt Doll              | 782  |
| 5.     | Martin Ponsiluoma          | 779  |
| 6.     | Tarjei Bø                  | 684  |
| 7.     | Johannes Dale              | 674  |
| 8.     | Quentin Fillon Maillet     | 671  |
| 9.     | Roman Rees                 | 658  |
| 10.    | Fabien Claude              | 635  |
| 13.    | Michal Krčmář              | 581  |
| 44.    | Jakub Štvrtecký            | 86   |
| 52.    | Tomáš Mikyska              | 67   |
| 77.    | Jonáš Mareček              | 17   |
| 90.    | Adam Václavík              | 7    |

| Ženy   | Ženy                          | Ženy |
| Pořadí | Jméno                         | Body |
| ------ | ----------------------------- | ---- |
| 1.     | Julia Simonová                | 1093 |
| 2.     | Dorothea Wiererová            | 911  |
| 3.     | Lisa Vittozziová              | 882  |
| 4.     | Denise Herrmannová-Wicková    | 874  |
| 5.     | Elvira Öbergová               | 764  |
| 6.     | Ingrid Landmark Tandrevoldová | 731  |
| 7.     | Hanna Öbergová                | 710  |
| 8.     | Anaïs Chevalierová-Bouchetová | 670  |
| 9.     | Markéta Davidová              | 668  |
| 10.    | Lisa Theresa Hauserová        | 604  |
| 36.    | Jessica Jislová               | 149  |
| 43.    | Tereza Voborníková            | 109  |
| 75.    | Lucie Charvátová              | 16   |
| 86.    | Eliška Václavíková            | 2    |

### Pořadí závodníků do 25 let
Konečné pořadí po 21 závodech

| Muži   | Muži                 | Muži | Muži |
| Pořadí | Jméno                | Body | SP   |
| ------ | -------------------- | ---- | ---- |
| 1.     | Niklas Hartweg       | 608  | 11.  |
| 2.     | Tommaso Giacomel     | 592  | 12.  |
| 3.     | Sebastian Stalder    | 426  | 17.  |
| 4.     | Filip Fjeld Andersen | 324  | 25.  |
| 5.     | Éric Perrot          | 189  | 34.  |
| 6.     | Adam Runnalls        | 109  | 38.  |
| 7.     | Anton Vidmar         | 95   | 40.  |
| 8.     | Tuomas Harjula       | 94   | 41.  |
| 9.     | Jakub Štvrtecký      | 86   | 44.  |
| 10.    | Didier Bionaz        | 78   | 46.  |

| Ženy   | Ženy               | Ženy | Ženy |
| Pořadí | Jméno              | Body | SP   |
| ------ | ------------------ | ---- | ---- |
| 1.     | Elvira Öbergová    | 764  | 5.   |
| 2.     | Lou Jeanmonnotová  | 593  | 11.  |
| 3.     | Sophie Chauveauová | 321  | 21.  |
| 4.     | Anna Gandlerová    | 177  | 32.  |
| 5.     | Amy Basergová      | 157  | 35.  |
| 6.     | Samuela Comolová   | 138  | 37.  |
| 7.     | Rebecca Passlerová | 133  | 39.  |
| 8.     | Tereza Voborníková | 109  | 43.  |
| 9.     | Milena Todorovová  | 80   | 52.  |
| 10.    | Anna Juppeová      | 62   | 56.  |

### Pořadí národů
Konečné pořadí po 24 závodech
| Muži   | Muži      | Muži |
| Pořadí | Země      | Body |
| ------ | --------- | ---- |
| 1.     | Norsko    | 8993 |
| 2.     | Francie   | 7977 |
| 3.     | Německo   | 7813 |
| 4.     | Švédsko   | 7399 |
| 5.     | Švýcarsko | 6345 |
| 6.     | Česko     | 6278 |
| 7.     | Rakousko  | 6219 |
| 8.     | Itálie    | 6168 |
| 9.     | Ukrajina  | 6005 |
| 10.    | Finsko    | 5844 |

| Ženy   | Ženy      | Ženy |
| Pořadí | Země      | Body |
| ------ | --------- | ---- |
| 1.     | Francie   | 8128 |
| 2.     | Švédsko   | 7884 |
| 3.     | Norsko    | 7859 |
| 4.     | Německo   | 7833 |
| 5.     | Itálie    | 7575 |
| 6.     | Švýcarsko | 6738 |
| 7.     | Rakousko  | 6648 |
| 8.     | Česko     | 6350 |
| 9.     | Finsko    | 5691 |
| 10.    | Ukrajina  | 5399 |

### Vytrvalostní závod
Konečné pořadí po 3 závodech
| Muži   | Muži                       | Muži |
| Pořadí | Jméno                      | Body |
| ------ | -------------------------- | ---- |
| 1.     | Vetle Sjåstad Christiansen | 171  |
| 2.     | Benedikt Doll              | 151  |
| 3.     | Martin Ponsiluoma          | 132  |
| 4.     | Roman Rees                 | 123  |
| 5.     | Tommaso Giacomel           | 120  |
| 6.     | Niklas Hartweg             | 120  |
| 7.     | Johannes Thingnes Bø       | 119  |
| 8.     | Sturla Holm Laegreid       | 90   |
| 9.     | Michal Krčmář              | 90   |
| 10.    | Johannes Dale              | 84   |

| Ženy   | Ženy                          | Ženy |
| Pořadí | Jméno                         | Body |
| ------ | ----------------------------- | ---- |
| 1.     | Lisa Vittozziová              | 225  |
| 2.     | Julia Simonová                | 155  |
| 3.     | Hanna Öbergová                | 153  |
| 4.     | Ingrid Landmark Tandrevoldová | 147  |
| 5.     | Dorothea Wiererová            | 143  |
| 6.     | Lou Jeanmonnotová             | 129  |
| 7.     | Denise Herrmannová-Wicková    | 126  |
| 8.     | Vanessa Voigtová              | 120  |
| 9.     | Elvira Öbergová               | 93   |
| 10.    | Markéta Davidová              | 87   |

### Sprint
Konečné pořadí po 7 závodech
| Muži   | Muži                       | Muži |
| Pořadí | Jméno                      | Body |
| ------ | -------------------------- | ---- |
| 1.     | Johannes Thingnes Bø       | 630  |
| 2.     | Sturla Holm Laegreid       | 375  |
| 3.     | Martin Ponsiluoma          | 328  |
| 4.     | Benedikt Doll              | 285  |
| 5.     | Vetle Sjåstad Christiansen | 257  |
| 6.     | Tarjei Bø                  | 250  |
| 7.     | Roman Rees                 | 226  |
| 8.     | Quentin Fillon Maillet     | 213  |
| 9.     | Michal Krčmář              | 202  |
| 10.    | Johannes Dale              | 199  |

| Ženy   | Ženy                          | Ženy |
| Pořadí | Jméno                         | Body |
| ------ | ----------------------------- | ---- |
| 1.     | Denise Herrmannová-Wicková    | 400  |
| 2.     | Dorothea Wiererová            | 314  |
| 3.     | Julia Simonová                | 295  |
| 4.     | Elvira Öbergová               | 263  |
| 5.     | Markéta Davidová              | 245  |
| 6.     | Lisa Vittozziová              | 236  |
| 7.     | Lisa Theresa Hauserová        | 231  |
| 8.     | Linn Perssonová               | 227  |
| 9.     | Anna Magnussonová             | 213  |
| 10.    | Ingrid Landmark Tandrevoldová | 212  |

### Stíhací závod
Konečné pořadí po 7 závodech
| Muži   | Muži                       | Muži |
| Pořadí | Jméno                      | Body |
| ------ | -------------------------- | ---- |
| 1.     | Johannes Thingnes Bø       | 600  |
| 2.     | Sturla Holm Laegreid       | 425  |
| 3.     | Quentin Fillon Maillet     | 295  |
| 4.     | Tarjei Bø                  | 277  |
| 5.     | Fabien Claude              | 252  |
| 6.     | Vetle Sjåstad Christiansen | 237  |
| 7.     | Benedikt Doll              | 236  |
| 8.     | Martin Ponsiluoma          | 232  |
| 9.     | Tommaso Giacomel           | 214  |
| 10.    | Roman Rees                 | 207  |

| Ženy   | Ženy                          | Ženy |
| Pořadí | Jméno                         | Body |
| ------ | ----------------------------- | ---- |
| 1.     | Julia Simonová                | 373  |
| 2.     | Elvira Öbergová               | 350  |
| 3.     | Dorothea Wiererová            | 285  |
| 4.     | Lisa Vittozziová              | 279  |
| 5.     | Denise Herrmannová-Wicková    | 272  |
| 6.     | Ingrid Landmark Tandrevoldová | 262  |
| 7.     | Markéta Davidová              | 230  |
| 8.     | Anaïs Chevalierová-Bouchetová | 204  |
| 9.     | Linn Perssonová               | 189  |
| 10.    | Lisa Theresa Hauserová        | 176  |

### Závod s hromadným startem
Konečné pořadí po 4 závodech
| Muži   | Muži                       | Muži |
| Pořadí | Jméno                      | Body |
| ------ | -------------------------- | ---- |
| 1.     | Vetle Sjåstad Christiansen | 270  |
| 2.     | Johannes Thingnes Bø       | 240  |
| 3.     | Sturla Holm Laegreid       | 208  |
| 4.     | Johannes Dale              | 206  |
| 5.     | Sebastian Stalder          | 143  |
| 6.     | Fabien Claude              | 132  |
| 7.     | Tarjei Bø                  | 126  |
| 8.     | Niklas Hartweg             | 115  |
| 9.     | Michal Krčmář              | 111  |
| 10.    | Benedikt Doll              | 110  |

| Ženy   | Ženy                          | Ženy |
| Pořadí | Jméno                         | Body |
| ------ | ----------------------------- | ---- |
| 1.     | Julia Simonová                | 270  |
| 2.     | Anaïs Chevalierová-Bouchetová | 206  |
| 3.     | Hanna Öbergová                | 195  |
| 4.     | Dorothea Wiererová            | 169  |
| 5.     | Lou Jeanmonnotová             | 166  |
| 6.     | Lisa Theresa Hauserová        | 156  |
| 7.     | Lisa Vittozziová              | 142  |
| 8.     | Vanessa Voigtová              | 136  |
| 9.     | Marte Olsbuová Røiselandová   | 125  |
| 10.    | Anna Magnussonová             | 122  |

### Štafeta
Konečné pořadí po 5 závodech
| Muži   | Muži      | Muži |
| Pořadí | Země      | Body |
| ------ | --------- | ---- |
| 1.     | Norsko    | 450  |
| 2.     | Německo   | 330  |
| 3.     | Francie   | 320  |
| 4.     | Švédsko   | 256  |
| 5.     | Rakousko  | 190  |
| 6.     | Itálie    | 182  |
| 7.     | Finsko    | 180  |
| 8.     | Ukrajina  | 180  |
| 9.     | Česko     | 175  |
| 10.    | Slovinsko | 161  |

| Ženy   | Ženy      | Ženy |
| Pořadí | Země      | Body |
| ------ | --------- | ---- |
| 1.     | Francie   | 345  |
| 2.     | Norsko    | 325  |
| 3.     | Švédsko   | 321  |
| 4.     | Německo   | 320  |
| 5.     | Itálie    | 252  |
| 6.     | Švýcarsko | 205  |
| 7.     | Česko     | 188  |
| 8.     | Rakousko  | 183  |
| 9.     | Finsko    | 153  |
| 10.    | Ukrajina  | 149  |

### Smíšené štafety
Konečné pořadí po 4 závodech
| Smíšené štafety | Smíšené štafety | Smíšené štafety |
| Pořadí          | Země            | Body            |
| --------------- | --------------- | --------------- |
| 1.              | Francie         | 305             |
| 2.              | Norsko          | 280             |
| 3.              | Švýcarsko       | 217             |
| 4.              | Švédsko         | 198             |
| 5.              | Itálie          | 173             |
| 6.              | Německo         | 159             |
| 7.              | Rakousko        | 156             |
| 8.              | Ukrajina        | 146             |
| 9.              | Finsko          | 137             |
| 10.             | Česko           | 127             |

## Finanční odměny
Tabulka uvádí největší celkové finanční odměny závodníků za umístění v závodech Světového poháru, celké umístění v konečném hodnocení Světového poháru a za zisk malých křišťálových glóbů.
| Muži   | Muži                       | Muži      |
| Pořadí | Jméno                      | Odměna    |
| ------ | -------------------------- | --------- |
| 1.     | Johannes Thingnes Bø       | 454 750 € |
| 2.     | Sturla Holm Laegreid       | 290 000 € |
| 3.     | Vetle Sjåstad Christiansen | 248 250 € |
| 4.     | Martin Ponsiluoma          | 167 600 € |
| 5.     | Tarjei Bø                  | 158 700 € |
| 6.     | Benedikt Doll              | 153 450 € |
| 7.     | Quentin Fillon Maillet     | 148 650 € |
| 8.     | Sebastian Samuelsson       | 127 500 € |
| 9.     | Fabien Claude              | 126 950 € |
| 10.    | Roman Rees                 | 119 850 € |

| Ženy   | Ženy                          | Ženy      |
| Pořadí | Jméno                         | Odměna    |
| ------ | ----------------------------- | --------- |
| 1.     | Julia Simonová                | 298 700 € |
| 2.     | Denise Herrmannová-Wicková    | 224 100 € |
| 3.     | Lisa Vittozziová              | 219 100 € |
| 4.     | Hanna Öbergová                | 204 400 € |
| 5.     | Dorothea Wiererová            | 193 350 € |
| 6.     | Ingrid Landmark Tandrevoldová | 179 250 € |
| 7.     | Elvira Öbergová               | 152 900 € |
| 8.     | Anaïs Chevalierová-Bouchetová | 139 150 € |
| 9.     | Marte Olsbuová Røiselandová   | 136 900 € |
| 10.    | Linn Perssonová               | 127 600 € |

## Ukončení kariéry
Seznam uvádí významnější biatlonisty, kteří v průběhu či na konci sezóny ukončili sportovní kariéru: 
Muži:
- Serafin Wiestner[41]
- Jules Burnotte[42]
- Aleksander Fjeld Andersen[43]
- Erlend Bjøntegaard[44]
- Grzegorz Guzik

Ženy:
- Vanessa Hinzová[45]

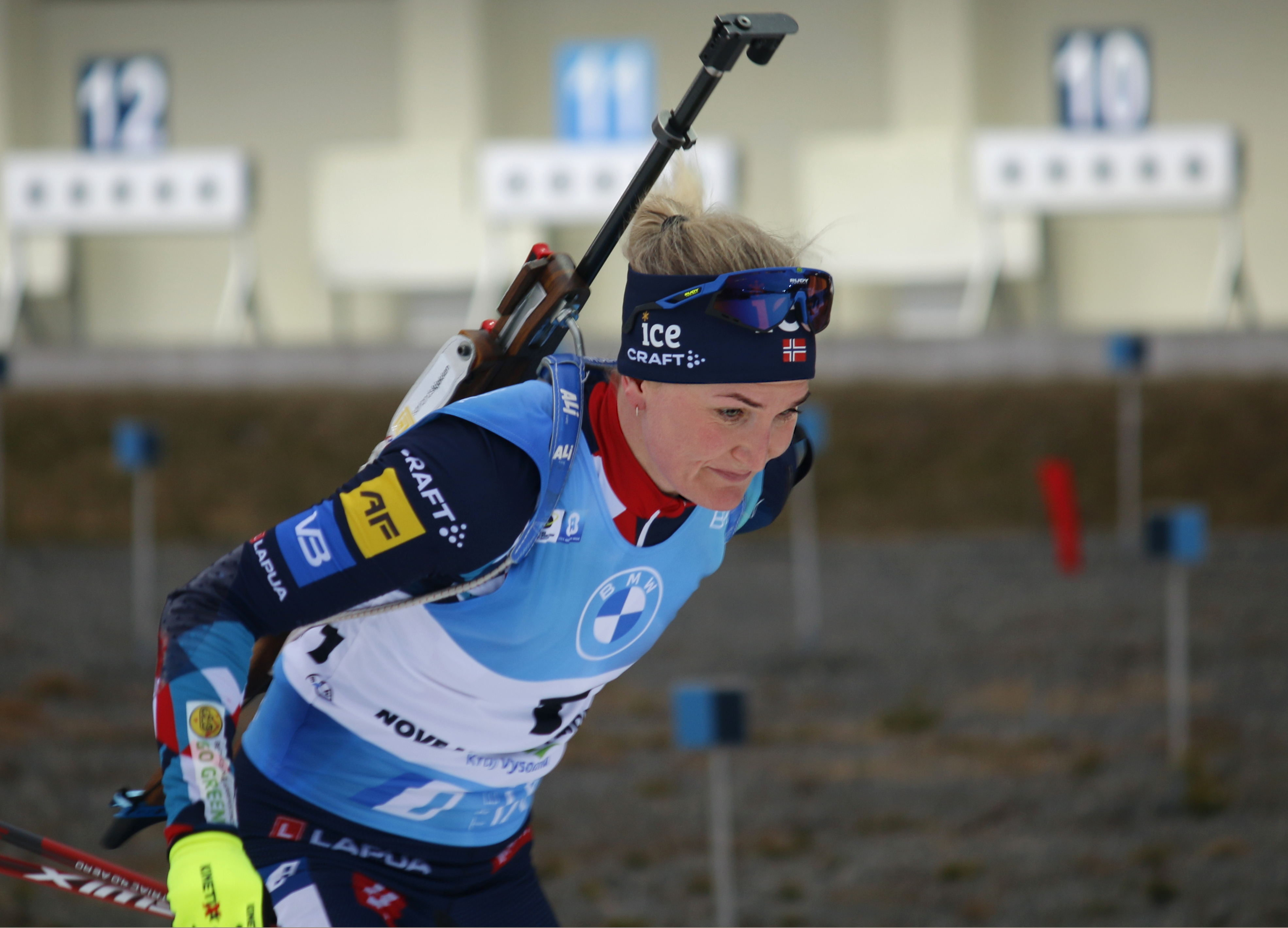
Marte Olsbuová při stíhacím závodu v Novém Městě na Moravě

- Marte Olsbuová Røiselandová[17]
- Denise Herrmannová-Wicková[18]
- Anaïs Chevalierová-Bouchetová[19]
- Tiril Eckhoffová[20]
- Nastassia Kinnunenová[46]
- Federica Sanfilippová[47]
- Magdalena Gwizdońová[48]
- Mari Ederová[49]
- Fujoko Tačizakiová
- Ivona Fialková[50]
- Jekatěrina Glazyrinová[51]